# Porta Nigra
O portal da cidade de Trier, chamado de Porta Nigra (latim: portão negro) na Idade Média por causa das pedras escurecidas pelo tempo, data do século III; seu nome original em latim não foi preservado.
A estrutura de defesa da Alemanha ainda impressiona por seu tamanho: 36 metros de comprimento, 21,5 metros de largura e 30 metros de altura. Duas passagens levam a um pátio interno, com duas fileiras de galerias de defesa com grandes janelas. Há duas torres na lateral do portão — uma de quatro andares, a oeste, e outra não terminada com apenas três andares, a leste. Toda a estrutura é feita de grandes blocos de arenito, presos por barras de ferro, sem argamassa.
No século XII, a construção foi transformada na igreja de São Simeão (de dois andares), função que manteve até o início do século XIX.